# دانيال سانتوس مارتينز
دانيال سانتوس مارتينز (ولد في 23 يونيو 1993 بتوريس فيدراس في البرتغال) هو لاعب كرة قدم برتغالي في مركز الدفاع. شارك مع منتخب البرتغال تحت 16 سنة لكرة القدم ومنتخب البرتغال تحت 17 سنة لكرة القدم ومنتخب البرتغال تحت 18 سنة لكرة القدم ومنتخب البرتغال تحت 19 سنة لكرة القدم ومنتخب البرتغال تحت 20 سنة لكرة القدم. أما مع النوادي، فقد لعب مع جامعة كلوج ونادي بيرا مار ونادي بيلينينسش ونادي بنفيكا بي ‏.

## وصلات خارجية
- دانيال سانتوس مارتينز على موقع قاعدة بيانات كرة القدم.إي يو (الإنجليزية)
- دانيال سانتوس مارتينز على موقع Soccerway.com (الإنجليزية)
- دانيال سانتوس مارتينز على موقع عالم كرة القدم.نت (الإنجليزية)
- دانيال سانتوس مارتينز على موقع AS.com (الإسبانية)